# Braskebosjön
Braskebosjön är en sjö i Ydre kommun i Östergötland och ingår i Motala ströms huvudavrinningsområde. Sjön har en area på 0,0717 kvadratkilometer och ligger 269,4 meter över havet.

## Delavrinningsområde
Braskebosjön ingår i det delavrinningsområde (641773-146279) som SMHI kallar för Utloppet av Tången. Medelhöjden är 227 meter över havet och ytan är 15,44 kvadratkilometer. Det finns inga avrinningsområden uppströms utan avrinningsområdet är högsta punkten. Vattendraget som avvattnar avrinningsområdet har biflödesordning 4, vilket innebär att vattnet flödar genom totalt 4 vattendrag innan det når havet efter 185 kilometer. Avrinningsområdet består mestadels av skog (64 procent) och jordbruk (18 procent). Avrinningsområdet har 1,36 kvadratkilometer vattenytor vilket ger det en sjöprocent på 8,8 procent.